# Włodzimierz Źróbik

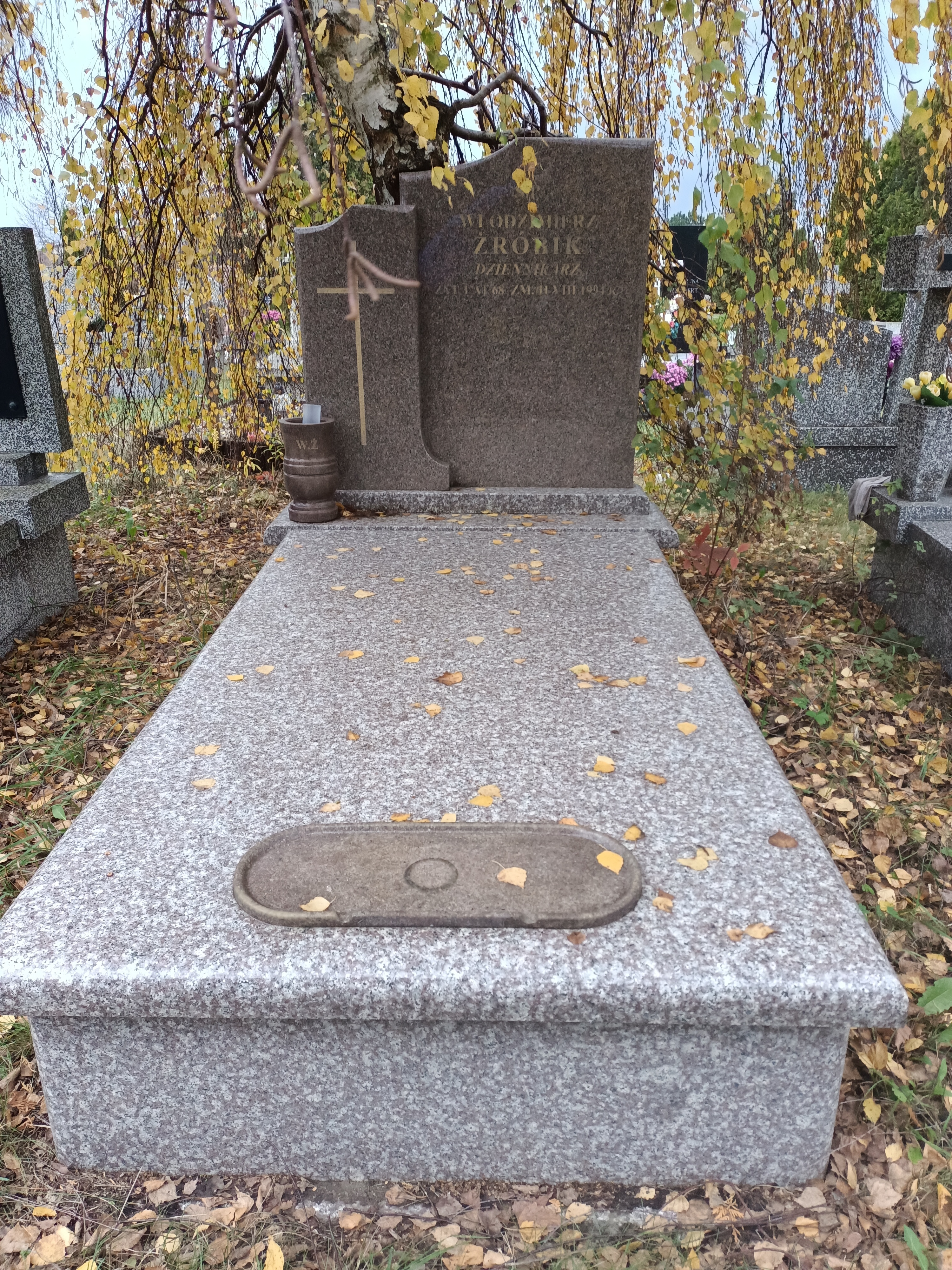
Grób profesora Włodzimierza Żróbika na Cmentarzu Komunalnym Północnym

Włodzimierz Źróbik (ur. 1 lipca 1926 w Wiśniewie, zm. 12 sierpnia 1994 w Warszawie) – polski dziennikarz i działacz sportowy, w młodości saneczkarz i bobsleista.
Był czołowym polskim bobsleistą lat pięćdziesiątych. Uczestnik olimpiady w Cortina d’Ampezzo 1956 w czwórkach (21. miejsce). Jako saneczkarz uczestniczył w mistrzostwach świata w 1960 (5. miejsce) i w 1961 (19. miejsce, oba razy w dwójkach z Jerzym Wojnarem).
W czasie kariery zawodniczej był trenerem kadry narodowej bobsleistów, a potem saneczkarzy. Później został znanym dziennikarzem sportowym, był m.in. kierownikiem redakcji sportowej Polskiej Agencji Prasowej (1970–1983). Od 1970 roku należał do PZPR.
W czasach PRL był odznaczony m.in.:  Krzyżem Oficerskim i Kawalerskim Orderu Odrodzenia Polski, Srebrnym Krzyżem Zasługi, Medalem 30-lecia Polski Ludowej i odznaką Zasłużony Działacz Kultury Fizycznej.